# 김선정 (미술인)
김선정(1965년 9월 17일~)은 대한민국의 미술인이다. 광주비엔날레 대표이사 및 리얼 디엠지 프로젝트 예술감독을 지냈다.

## 수상 내역
- 2002년: 월간미술대상 전시기획부문
- 2003년: 프랑스대사관 문예공로훈장 슈발리에장
- 2004년: 문화관광부장관 표창